# USS Dour (AM-223)
USS Dour (AM-223) – trałowiec typu Admirable służący w United States Navy w czasie II wojny światowej. Służył na Pacyfiku.
Okręt został zwodowany 25 marca 1944 w stoczni American Shipbuilding Co. w Lorain, matką chrzestną była W. R. Douglas. Jednostka weszła do służby 4 listopada 1944, pierwszym dowódcą został Lieutenant W. V. Byrd, USNR.
Brał udział w działaniach II wojny światowej. Oczyszczał z min wody Dalekiego Wschodu po wojnie. Przekazany Meksykowi 1 października 1962 służył jako DM-16 (e 6), później ID-16 (w 1979). Wycofany ze służby w sierpniu 1988.

## Odznaczenia
„Dour” otrzymał 3 battle star za służbę w czasie II wojny światowej.